# André Badalo
André Badalo, realizador, argumentista e produtor português, nasceu a 4 de setembro de 1982, natural da Fuseta, concelho de Olhão. Licenciou-se em Cinema na Escola Superior de Teatro e Cinema de Lisboa. Especializou-se em Escrita de Argumento na University of Westminster em Londres e em Realização e Direcção de Actores na University of Southern Califórnia em Los Angeles. Membro da Comissão de Saúde Mental da Health Parliament Portugal.
Em 2011 foi distinguido com um dos Prémios de Excelência atribuídos nos Los Angeles Movie Awards (LAMA) pelo filme "Catarina e os outros". O Prémio de Excelência é atribuído a uma seleção de curtas-metragens a nível mundial (no caso de 2011 foram distinguidas sete, incluindo a de Badalo), por "mérito artístico e relevância social".
Escreveu e realizou o filme “Portugal não está à venda”, distribuído nos cinemas pela NOS Lusomundo, contou com a participação de atores como Pedro Teixeira, Ana Zanatti, Dalila Carmo, São José Correia, Rita Pereira, Maria Vieira e Paulo Pires nos papéis principais.

## Filmografia
| Ano  | Titulo                              | Funções                          | Elenco | Ref.  |
| ---- | ----------------------------------- | -------------------------------- | --- | ----- |
| 2020 | A Fronteira                         | Realizador                       | Beatriz Vicente, Bianca de Castro, Gonçalo Carapuça, Inês Guedes, Joana Almeida, Joana Ascenso, Manuel Silva, Mariana Pedrosa, Nuno Santos, Ricardo Lopes, Sílvia Nunes e Sofia Vilar | [ 6 ] |
| 2019 | Portugal Não Está à Venda           | Realizador                       | Pedro Teixeira, Rita Pereira, Ana Zanatti, Dalila Carmo, São José Correia, Maria Vieira, Tiago Teotónio Pereira, Maria José Pascoal, Joana Ribeiro, António Capelo, Paulo Pires, Carla Vasconcelos, João Lagarto, Marina Mota, Orlando Costa, Cucha Carvalheiro, Luisa Ortigoso, Pedro Carvalho, Io Appolloni, André Nunes, Silvia Rizzo, Alberto Magassela, Sofia Baessa, Philippe Leroux, Miguel Monteiro, Vítor Correia, Paulo China, Pedro Granger, Hugo Costa Ramos, Pedro Monteiro, Isabel Ruth, Diogo Piçarra e Luís Represas. | [ 7 ] |
| 2011 | Curta-metragem Yakun                | Argumentista/Realizador/Produtor | Victoria Guerra, Rui Porto Nunes, Jessica Athayde e João Manzarra | [ 1 ] |
| 2011 | Curta-metragem Cachecol Vermelho    | Argumentista/Realizador/Produtor | Paulo Pires, Joaquim Monchique, Rita Salema e João Perry | [ 1 ] |
| 2011 | Curta-metragem Catarina e os Outros | Argumentista/Realizador/Produtor | Victoria Guerra, Rui Porto Nunes, Cândido Ferreira, Maria João Bastos, Philippe Leroux, Pedro Carvalho, Tiago Aldeia, Luís Garcia e Arminda Badalo | [ 1 ] |
| 2010 | Curta-metragem Shoot Me             | Argumentista/Realizador/Produtor | Maria João Bastos, Ivo Canelas, Philippe Leroux e Arminda Badalo | [ 1 ] |
| 2007 | Curta-metragem A Escritora Italiana | Argumentista/Realizador.         | Lúcia Moniz, Diogo Morgado, Nicolau Breyner, José Raposo e Simone de Oliveira | [ 1 ] |
| 2005 | Curta-metragem História de Papel    | Argumentista/Realizador.         | Diogo Infante, Lúcia Moniz e David Almeida | [ 1 ] |

## Prémios
- 2021 - A Fronteira - Melhor Filme de Estudante do Paris Cinema Awards[6][8][9]
- 2013 - Catarina e os outros - Prémio Melhor Atriz: Vitória Guerra nos Prémios Shortcutz Lisboa 2012[10]
- 2013 - Catarina e os outros - 1º Lugar - Ficção Nacional no FICSAM - Festival Internacional de Cinema e Saúde[10]
- 2012 - Catarina e os outros - Curta vencedora do mês de Fevereiro no Shortcutz Lisboa #91[10]
- 2011 - Catarina e os outros - Prémio de Excelência nos Los Angeles Movie Awards (LAMA)[4][5][10].
- 2011 - Shoot me - Prémio Melhor Argumento e Prémio Melhor Filme no CAL - Festival Curtas Algarve[11]
- 2010 - Shoot me - Prémio do público no Festival de Cinema Independente de Milão[12]
- 2010 - Shoot me -  Honorable Mention for a Narrative Short no Los Angeles Movie Awards 2010